# Purwodadi Simpang
Purwodadi Simpang is een bestuurslaag in het regentschap Lampung Selatan van de provincie Lampung, Indonesië. Purwodadi Simpang telt 4208 inwoners (volkstelling 2010).